# Sarima notata
Sarima notata är en insektsart som beskrevs av Melichar 1906. Sarima notata ingår i släktet Sarima och familjen sköldstritar. Inga underarter finns listade i Catalogue of Life.